# Борчук, Степан Николаевич
Степан Николаевич Борчук (род. 29 октября 1966 Любковцы, Ивано-Франковская область, УССР) — украинский историк, доктор исторических наук, профессор. Специалист по истории украинской энциклопедистики. Ответственный секретарь журнала: «Из архивов ВУЧК-ГПУ-НКВД-КГБ».

## Биография
Профессор Степан Николаевич Борчук родился 29 октября 1966 года в Прикарпатье в селе Любковцы. После окончания Волчковской ООШ I—III ст. успешно поступил на исторический факультет. Во время учёбы на первом курсе, был призван в ряды Советской армии. Военную службу проходил на Закавказском ВО. Успешно возобновил обучение в 1986 г.
Окончил национальный университет Прикарпатья имени Василия Стефаника в 1991 году. Трудовой путь начал с должности учителя истории, а с 1994 года получил должность лаборанта в национальном университете Прикарпатья имени Василия Стефаника на кафедре всемирной истории. В 1995 году успешно поступил в аспирантуру.
Тема кандидатской диссертации: «Общественно-культурная и научная деятельность Исидора Ивановича Шараневича (1929—1901 гг.)» — научным руководителем выступил профессор Грабовецкий Владимир Васильевич. Работа была успешно защищена в 1999 г.
2015 г. успешно защитил докторскую диссертацию. на тему: «Украинская энциклопедическая традиция ХХ ст.: проекты, исполнители, перспективы исследования». Научный руководитель профессор Реент Александр Петрович.
С 2018 г. профессор кафедры всемирной истории факультета истории, политологии и международных отношений ПНУ им. Василия Стефаника.

## Награды
- Почётный краевед Украины[6]
- Медаль «День работника образования»[6]